# 拒门堡
拒门堡（jùménbǔ）是明长城山西段的边堡，位于山西省大同市新荣区郭家窑乡的西北部。拒门堡和镇羌堡、拒墙堡、助马堡一起被称为塞外四堡。
拒门堡是守护长城的边堡，长城防御体系的一部分，在长城内侧5华里处的山坡上，用于防止蒙古游牧民族的侵犯和骚扰。原名拒蒙堡，后该改此名。拒门堡的城堡不大，开东门，东门外有瓮城。堡墙是土筑砖包。堡城今已废毁。
据《三云筹俎考》载:
堡为嘉靖二十四年土筑，万历元年砖包。堡城“周二里七分，高三丈七尺，内驻守备。分守长城十五里，边墩二十三座，火路墩七座”。
据《宣大山西三镇图说·大同左卫道辖北西路图说》载：本堡设自嘉靖二十四年，土筑，万历元年砖包，周一里零二百五步，高三丈七尺。初惟操守，后改设守备，所领见在旗军四百八十七名，马骡二十匹头。分边沿长一十五里二分，边墩二十三座，火路墩七座。本堡设在孤悬，挺出边外，如会宁湾等处俱极冲。边外水泉儿滩，周家岭一带，皆酋首黄金榜实，卜落气等部落驻牧。昔年虏频入犯，尝围困我兵于于堡东弥陀山下。今虽款和，增兵储饷尤当及时图之。顾冲地募军颇难，体恤安插，守堡者所当加意焉。
拒门堡村是位于山西省大同市新荣区郭家窑乡北部的一个村落，毗邻内蒙古丰镇。拒门堡有人口4,000多人左右。村子现位于拒门堡的北侧，堡内几乎已不住人。据说，拒门堡的居民是驻扎在拒门堡军队的后裔。